# Diana (továrna)
Diana GmbH byla továrna, která na území Protektorátu Čechy a Morava vyráběla stíhací letouny Messerschmitt Bf 109.
Původní závod Wiener Neustadter Flugzeugwerke umístěný v dolnorakouském Vídeňském Novém Městě musel být v roce 1943 z důvodu zvyšujícího se počtu spojeneckých náletů přestěhován. Náhradou za něj se staly tři nepoužívané železniční tunely na nedokončené železniční trati Havlíčkův Brod – Brno v úseku mezi Tišnovem a Křižanovem, kde působila pobočná továrna Diana.
První tunel ve směru od Tišnova, Loučský, který byl označen jako A nebo Jednička, je dlouhý 633 metrů a nachází se jižně od Dolních Louček. Původně jej stavěla stavební firma Kruliš, která k němu postavila drážku o rozchodu 760 mm z železniční stanice Tišnov. Vyráběly se zde trupy Bf 109. Druhý tunel, nazývaný Lubenský, B či Dvojka, se nachází východně od Lubného a měří 213 metrů. Třetí tunel, C nebo Trojka, nyní nazývaný Níhovský, se nachází nedaleko Dvojky, jižněji po trati a dosahuje délky 531 metrů. Tyto tunely stavěla stavební firma Hlava a vyráběla se v nich křídla. Pro dopravu materiálu a hotových dílů letadel byla původní úzkorozchodná dráha firmy Kruliš prodloužena údolími říčky Libochovka, potoka Halda až do prostoru pod náspem mezi tunely B a C.

## Fotogalerie

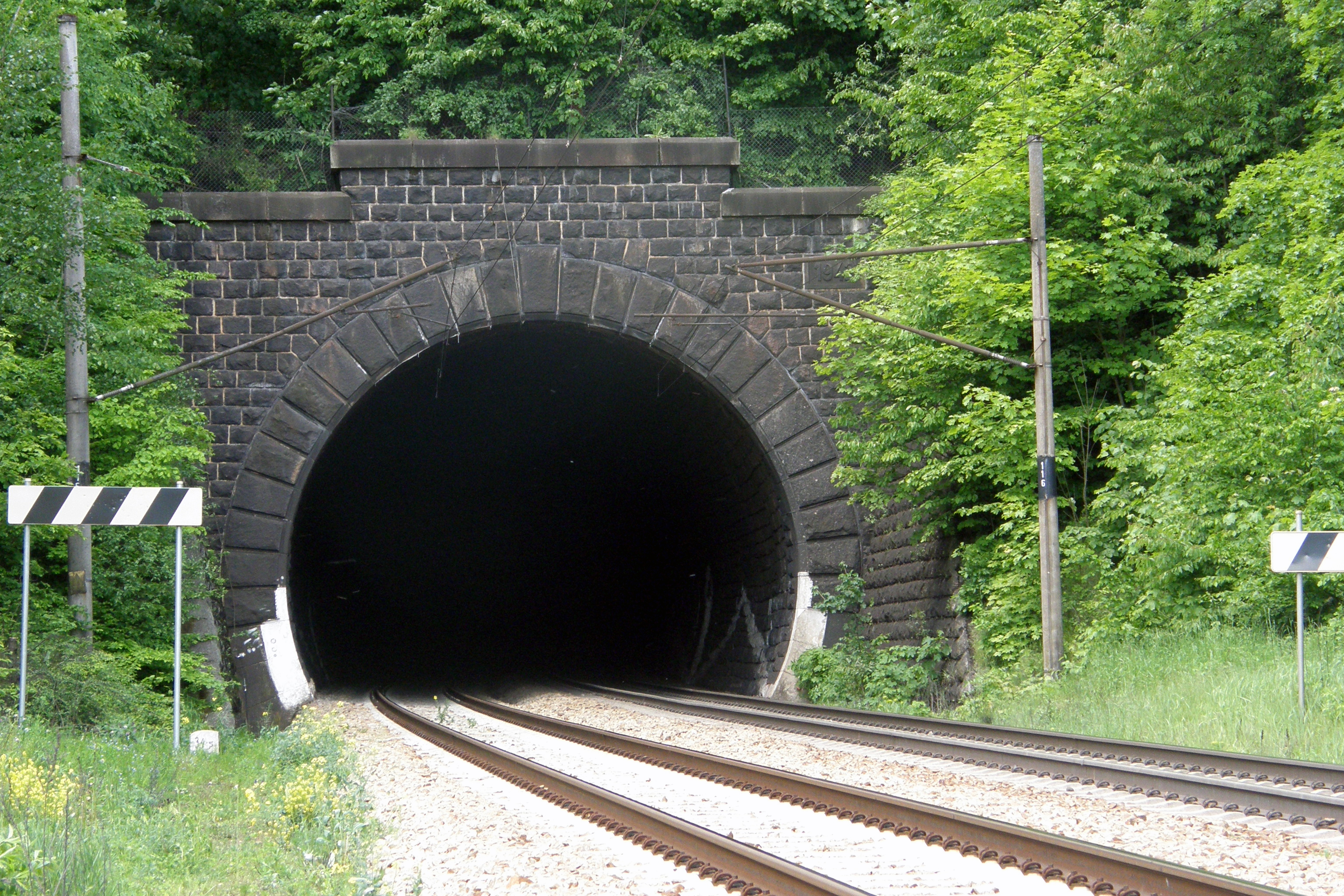
Východní portál Loučského tunelu
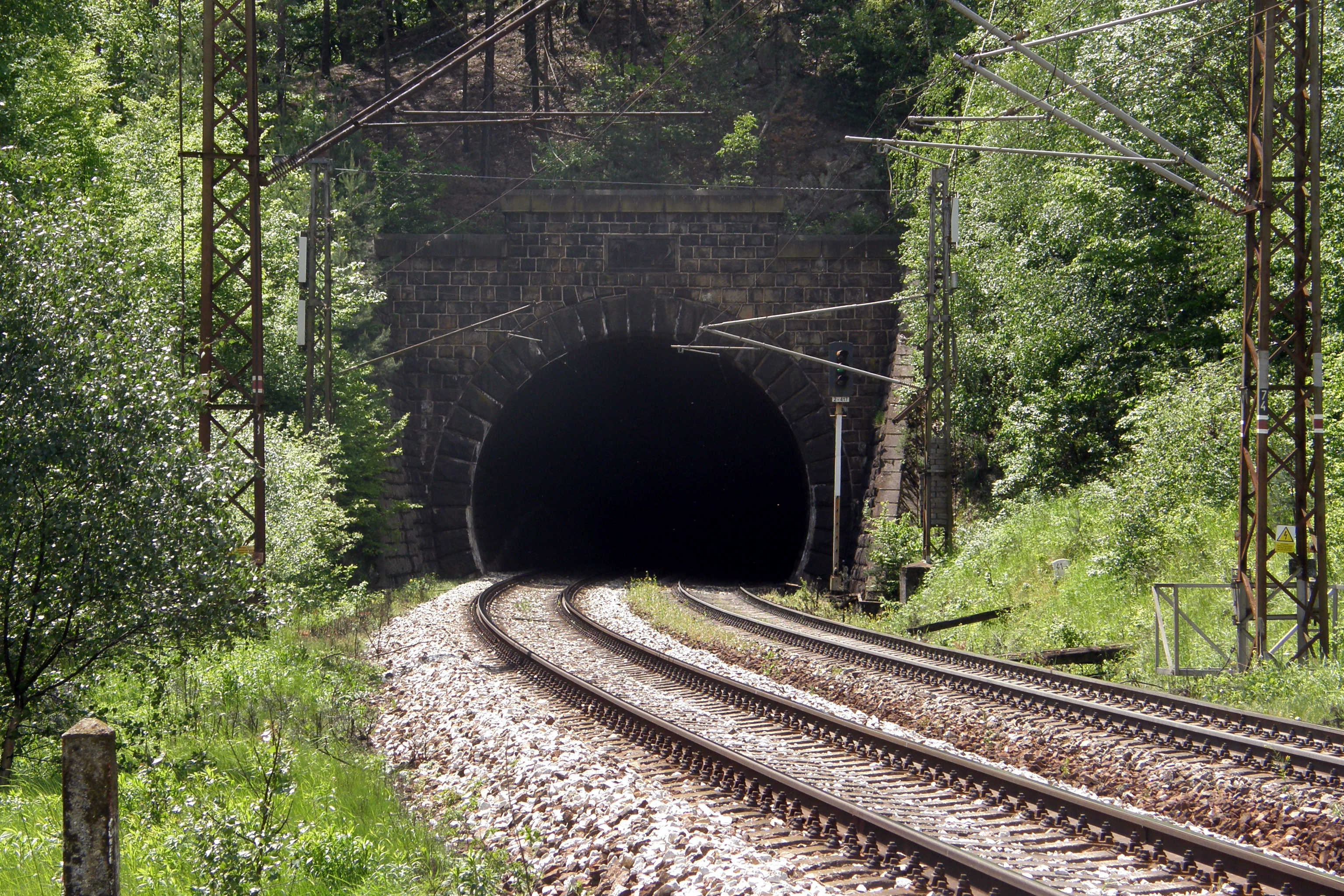
Severní portál Lubenského tunelu
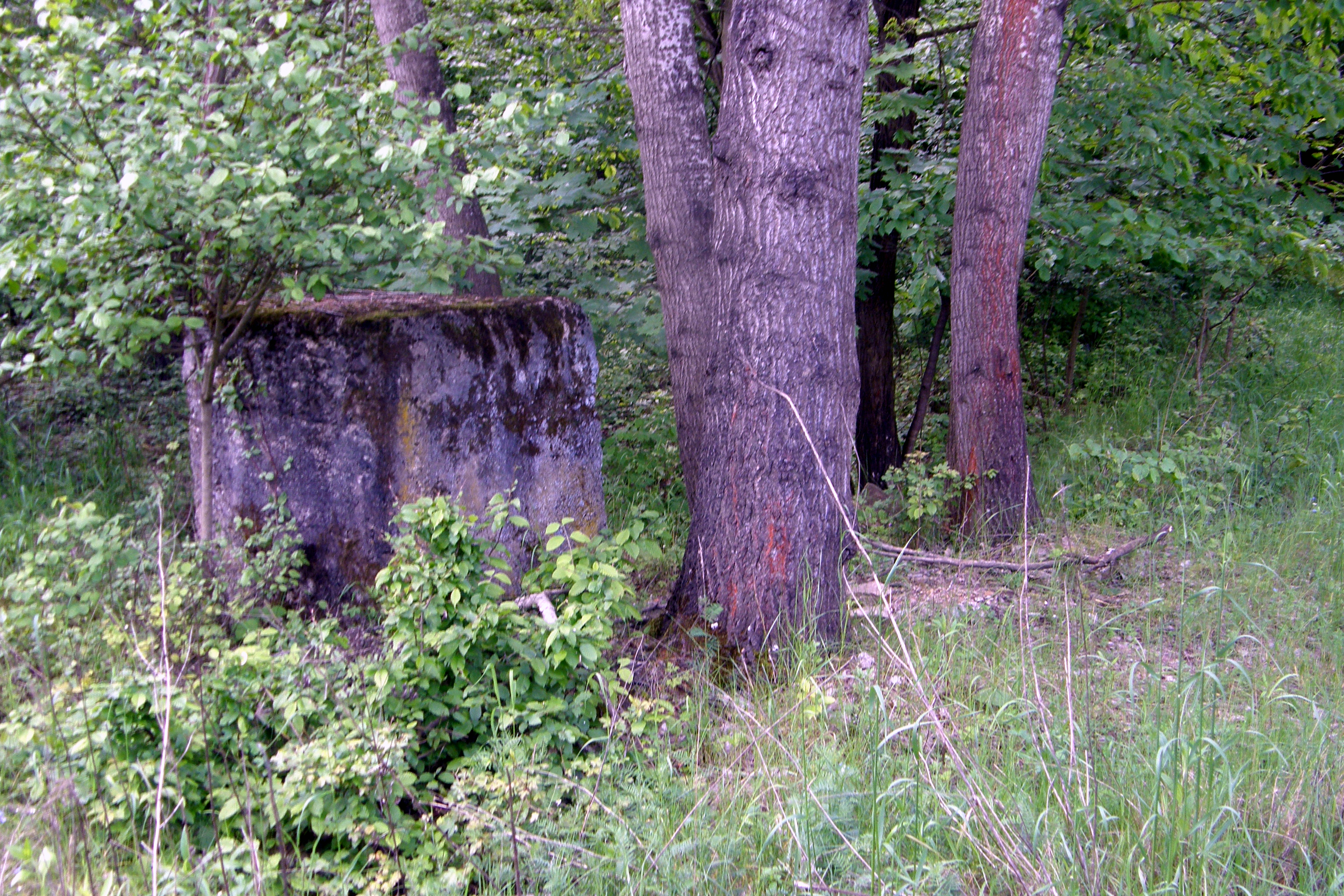
Zbytky po továrně u Loučského tunelu
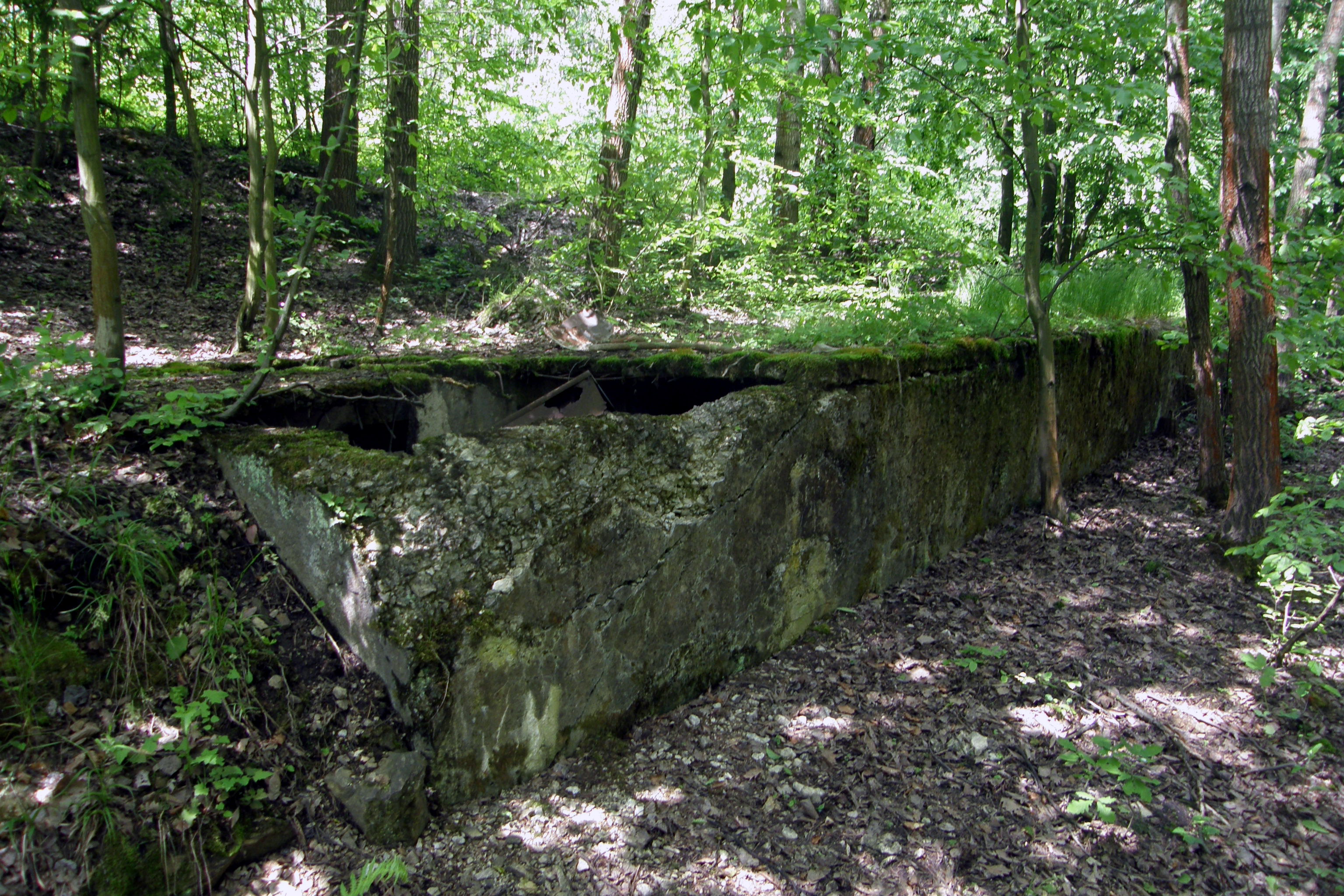
Zbytky po továrně u Lubenského tunelu